# 北郷時久
北郷 時久（ほんごう ときひさ）は、戦国時代の武将。北郷氏10代当主。日向の庄内一帯を領しており、都之城に居していた。
島津宗家と手を結び、肝付氏や伊東氏と争う。それらの功績から、永禄5年（1562年）には島津貴久から所領を与えられた。また同年、貴久および肥後国の相良義陽と共に、伊東氏により家督と領地を簒奪されていた北原氏の再興に助勢している。天正6年（1578年）、大友氏の日向国進出に際して先陣を仰せ付かり宮崎城に在った際、この前年に没落した伊東氏の残党1,000が三納平野にて反乱を起こすが、時久は300余人を討ち取って追い散らした。翌天正7年（1579年）には不和となった嫡男の相久を廃して切腹に追い込み、次男の忠虎を跡取りとする。原因は不明である。
豊臣秀吉の九州征伐には島津方に与して抗戦したが、元より敵うはずもなく、時久は石田三成と伊集院忠棟を通じて秀吉に謝罪し、人質を差し出したため、所領は安堵された。しかし後に薩摩祁答院（現・さつま町の大部分）に移封され（時久が故地を懐かしみ居館を宮之城と名付け、後にそれが地名となった）、都之城には忠棟が入った。文禄・慶長の役で忠虎が早世、孫の長千代丸（後の忠能）の後見人となったが、慶長元年（1596年）に66歳で死去。長千代丸が当主になり、三男の三久が後見人の役目を引き継いだ。